# شقطساوات
الشقطساوات (الاسم العلمي: Chactinae) هي أسرة من العنكبوتيات تتبع فصيلة الشقطسية من الرتبة العقارب.

## قبائل
- الشقطساوية
  - جنس الشقطس